# David Jones (polityk)
David Jones (ur. 22 marca 1952 w Londynie) – brytyjski prawnik i polityk, członek Partii Konserwatywnej. W latach 2002–2003 członek Walijskiego Zgromadzenia Narodowego, od 2005 do 2024 deputowany do Izby Gmin, od 4 września 2012 do 15 lipca 2014 minister ds. Walii w gabinecie Davida Camerona.

## Życiorys
Urodził się w Londynie jako dziecko pary Walijczyków, biegle zna język walijski. Studiował prawo na University College London oraz w The College of Law. W 1976 uzyskał prawo wykonywania zawodu solicitor, który można przyrównać do polskiego radcy prawnego. Przez blisko trzydzieści kolejnych lat prowadził praktykę w mieście Llandudno w Walii.
Karierę polityczną rozpoczął w 2002, zastępując jednego z posłów Partii Konserwatywnej do Walijskiego Zgromadzenia Narodowego, który zrezygnował w trakcie kadencji. Nie wystartował jednakże w kolejnych wyborach w 2003 roku. W 2005 uzyskał mandat do Izby Gmin w okręgu wyborczym Clwyd West w północnej Walii. W latach 2005–2010 był członkiem komisji Izby Gmin ds. Walii, zaś w 2006 został ministrem ds. Walii w gabinecie cieni. Po zwycięstwie konserwatystów w wyborach w 2010 został wiceministrem ds. Walii w randze parlamentarnego podsekretarza stanu. Podczas rekonstrukcji rządu we wrześniu 2012 został awansowany na stanowisko szefa resortu.
W lutym 2013, The Daily Telegraph napisał o tym, jak Jones zażyczył sobie szofera z Jaguarem by przejechać 100 metrów, co potwierdził jego rzecznik.
W czasie kolejnej rekonstrukcji, w lipcu 2014, premier Cameron odwołał go ze składu rządu. W wyborach w 2015 uzyskał reelekcję na kolejną kadencję parlamentarną.
W 2014, Jones został oskarżony przez posła Guto Bebba z sąsiedniego okręgu wyborczego o bycie współautorem bloga "Thoughts of Oscar" ('Myśli Oscara'). Jones zaprzeczył udziału w blogu, za który miejscowy kioskarz Nigel Roberts wziął pełną odpowiedzialność. Richie Windmill, lider grupy aktywistów "Victims of Oscar" ('Ofiary Oscara') został aresztowany w październiku 2015, włącznie z niezaangażowaną w grupę żoną pod zarzutem nękania, ale zostali wypuszczeni bez zarzutów. Windmill jest zdania, że aresztowanie go było wynikiem zemsty Jonesa za pomoc w ujawnieniu jego tożsamości jako autora bloga "Thoughts of Oscar" i użycie powiązań, rzekomo masońskich, do umożliwienia aresztu.
Dzięki zaangażowaniu w Vote Leave (kampania na rzecz opuszczenia Unii Europejskiej), Jones został nominowany przez May jako minister ds. Opuszczenia Unii Europejskiej. W wyniku roszad partyjnych, stracił swoją pozycję.
Nie kandydował w wyborach parlamentarnych w 2024

### Życie prywatne
Jest żonaty z Sarą Jones, z zawodu pielęgniarką, z którą ma dwóch synów. Deklaruje się jako nieaktywny mason, a także anglikanin.